# Cinéma inuit
Le cinéma nunavois est le cinéma qui est produit par les Nunavois, principalement dans le territoire canadien du Nunavut.
Les Nunavois forment une majorité inukophone dans le territoire canadien du Nunavut.

## Histoire
Le premier long métrage est Atanarjuat filmé et en langue inuktitut et entièrement réalisé par des cinéastes inuits. Il est sorti au cinéma au Nunavut en 2002. Gagnant le prix de la Caméra d'or au Festival de Cannes en 2001, le film eut une reconnaissance à travers le monde. Ce film a été produit par la principale maison de production vidéo inuite, Isuma, fondée en 1990. En plus d'avoir produit plus de quarante films en inuktitut, l'entreprise dispose également d'une plateforme web pour diffuser la culture inuite en rendant ses créations accessibles.

## Personnalités

### Réalisateurs
- Zacharias Kunuk (né en 1958)
- Natar Ungalaaq (né en 1959)

### Acteurs
- Natar Ungalaaq
- Sylvia Ivalu
- Peter-Henry Arnatsiaq
- Leah Angutimarik
- Jens Jørn Spottag
- Neeve Irngaut
- Lucy Tulugarjuk
- Madeline Ivalu
- Annabella Piugattuk

## Liste de films nunavois
- 2002 : Atanarjuat
- 2006 : Le Journal de Knud Rasmussen
- 2016 : Maliglutit (Searchers)